# Нижнемихайловка
Нижнемихайловка — упразднённое село в Пожарском районе Приморского края России. Ныне урочище на территории Игнатьевского сельского поселения, вблизи государственной границы с Китайской Народной Республикой.

## География
Находился в устье Чёрной Речки (Цыфаку), правый приток Уссури (Усулицзян). В 14 верстах разъезд Чёрный (Буйневич).

## История
Основано в 1860 г. забайкальскими казаками Уссурийского пешего батальона Амурского казачьего войска как станица Нижне-Михайловская.
Н. М. Пржевальский, 1867: «Станица Нижне-Михайловская, 176 человек, от Нижне-Никольской 13 верст».
В 1879 г. часть жителей переселилась в район между Турьим Рогом и рекой Суйфун. В 1909 г. 7772 десятины земли.
К 1914 году поселок Бикинского станичного округа Уссурийского казачьего войска
В 1954 г. в составе Емельяновского сельсовета.
В боях с китайцами в 1969 г. на о. Даманском участвовали погранзастава «Нижне-Михайловская» и 3 брата Авдеевых.
Упразднено в 1978 г.

## Население
В 1869 г. в 10 верстах рекой от Нижне-Никольской и 6 верстах берегом, 183 человека. В 1877 г. 130 человек.
Перепись 1915: 74 русских.
Перепись 1926: Калининский район, в 67 км от Имана, 142 русских.

## Инфраструктура
При основании станицы — почтово-телеграфная станция, пограничный пост.
В 1935 г. рыболовецкий колхоз «Заря».

## Достопримечательности
Мемориальный комплекс героям событий на острове Даманский 2-15 марта 1969 года
В окрестностях - Часовня святого Георгия Победоносца.

## Транспорт
В 1914 г. связано с Хабаровкой и Камень-Рыболовом пароходом.